# عيون الأسياح
عيون الأسياح إحدى المناطق التاريخية الأثرية التي تقع في منطقة القصيم وسط المملكة العربية السعودية.

## التاريخ
تُعرف الأسياح في العصر الإسلامي المبكر بـ النباج٬ أي العيون التي تنبج بالماء. قال عنها الهمداني: «إنها بلاد كثيرة القرى ويقال له نباج بني عامر٬ وهي عيون تنبج بالماء ونخيل وزروع أعلاها يواصل الجبلين٬ أجا وسلمى بينهما مسيرة يومين». وهذا يدل على كثرة المياه وغزارتها في هذه الناحية. كما أن اسم الأسياح مرتبط بمياهها التي تسيح على وجه الأرض٬ وقد ذكر جرير بن حازم الجهضمي في أرجوزته التي أوردها صاحب المناسك بأنها سيوح جمع سيح٬ وهو ما ساح من الماء تلقائيًا على وجه الأرض.
ً

## الوصف
ينسب إصلاح عيون الأسياح واستنباطها إلى الصحابي عبد الله بن عامر بن كريز بين عامي (29 - 59 هـ / 650 - 679م) وقد بلغ عدد العيون الجارية عشر عيون تنتشر في ناحية الأسياح فتسقي أراضيها. كما تعتمد عليها تلك القوافل التي تسلك طريق الحج العراقي٬ وكذلك القوافل التجارية التي تتزود من مياهها في أثناء المرور بها.
ً
ومما يلاحظ أن اسم الأسياح يقترن دومًا بالعيون والمياه والزراعة وخصوبة الأرض٬ وتكثر المصادر من الإشارة إلى هذا الأمر منذ صدر الإسلام حتى وقت قريب٬ ومما تنفرد به ناحية الأسياح وجود بقايا العيون وآثارها شاخصة وبحالة جيدة حتى اليوم٬ ومن أشهر هذه العيون العادَّية الواقعة في الجهة الشمالية الغربية من البلدة على مقربة من المخطط السكني الحديث٬ وكانت هذه العين تسيح تلقائيًا على وجه الأرض٬ وعندما توقف جريانها عمد أحد السكان إلى حفر مجرى مائي تحت الأرض من مركز العين غربي البلدة إلى شرقيها جهة المزارع والنخيل التي تبعد عنها نحو 4 كم٬ ويتمثل نظام الحفر بعمل حفرة دائرية كبيرة في بداية المجرى بعمق يصل إلى 4 متر٬ ثم يحفر المجرى أفقيًا تحت سطح الأرض٬ بحيث تعمل فتحات أرسية مستطيلة أو دائرية على مسافات مماثلة٬ وتسمى هذه الفتحات (إنجو) أو (خرايق) أو (خرز). والغرض منها تهوية المجرى المائي وتسهيل عملية الحفر٬ والكشف على المجرى لصيانته وقت استعماله٬ وفي مواضع معينة قد تستغل لاستخ ارج الماء منها٬ بل ربما استخدمت الفتحات الكبيرة منها للمكوث والاست ارحة فيها أوقات الحر. ويُروى أن أصل هذه العين قبل استنباطها على هذه الشاكلة قديم جدًا٬ أما حفر المجرى السفلي وما يحتويه من فتحات للتهوية والصيانة فإنه يعود إلى عهد الإمام عبد العزيز بن محمد بن سعود (ت: 1218 هـ / 1803م).

## وصلات خارجية
- صورة عيون الأسياح